# Aquiraz
Aquiraz este un oraș în statul Ceará (CE) din Brazilia.